# خوشگل محله
خوشگل محله فیلمی به کارگردانی و نویسندگی ایرج گل‌افشان محصول سال ۱۳۵۰ است.

## خلاصه داستان
نازی حسابدار شرکتی است که با خواهرش ملوسک زندگی می‌کند…

## بازیگران
- فروزان
- منوچهر وثوق
- ثریا بهشتی
- جهانگیر فروهر
- نرسی گرگیا
- مانوئل ماروتیان
- تقی ظهوری
- مهدی قلی صفاپور
- قباد
- علی دهقان
- فریدون نریمان
- کامران باختر
- نقدی
- اسماعیل شیرازی